# Hynix
Hynix är ett företag i Sydkorea som tillverkar datorminnen. Det bildades 1983 som Hyundai Electronics Industries Co., Ltd. Namnbytet skedde 2001.